# Metaphaenodiscus yasumatsui
Metaphaenodiscus yasumatsui is een vliesvleugelig insect uit de familie Encyrtidae. De wetenschappelijke naam is voor het eerst geldig gepubliceerd in 1979 door Myartseva & Trjapitzin.